# Queen Rocks
Queen Rocks è una raccolta del gruppo musicale britannico Queen, pubblicata nel 1997 dalla Parlophone.

## Brani
Contiene una selezione dei brani rock incisi dal gruppo durante la loro carriera, con l'aggiunta dell'inedito No-One but You (Only the Good Die Young), che chiude il disco e che i tre membri superstiti dedicano all'amico scomparso Freddie Mercury e a Lady Diana, scomparsa pochi mesi prima della pubblicazione del disco.

## Copertina
Per celebrare il milione di copie vendute, nel 1998 è stata pubblicata una versione dell'album con una copertina differente. Anziché il logo dei Queen esploso, nella copertina è riportato un uccello. La versione LP di questa speciale edizione è stata pubblicata in sole 1000 copie.

## Tracce
1. We Will Rock You – 2:01 (Brian May)
2. Tie Your Mother Down – 3:45 (Brian May)
3. I Want It All – 4:30 (Queen)
4. Seven Seas of Rhye – 2:45 (Freddie Mercury)
5. I Can't Live with You (1997 'Rocks' Retake) – 4:47 (Queen)
6. Hammer to Fall – 4:22 (Brian May)
7. Stone Cold Crazy – 2:14 (Freddie Mercury, Brian May, Roger Taylor, John Deacon)
8. Now I'm Here – 4:12 (Brian May)
9. Fat Bottomed Girls – 4:15 (Brian May)
10. Keep Yourself Alive – 3:45 (Brian May)
11. Tear It Up – 3:24 (Brian May)
12. One Vision – 5:09 (Queen)
13. Sheer Heart Attack – 3:26 (Roger Taylor)
14. I'm in Love with My Car (B-side Version) – 3:11 (Roger Taylor)
15. Put Out the Fire – 3:18 (Brian May)
16. Headlong – 4:38 (Queen)
17. It's Late – 6:27 (Brian May)
18. No-One but You (Only the Good Die Young) – 4:15 (Queen)